# Espira-de-Conflent
Espira-de-Conflent település Franciaországban, Pyrénées-Orientales megyében. Lakosainak száma 220 fő (2022. január 1.). Espira-de-Conflent Vinça, Finestret, Estoher és Marquixanes községekkel határos.

## Földrajz

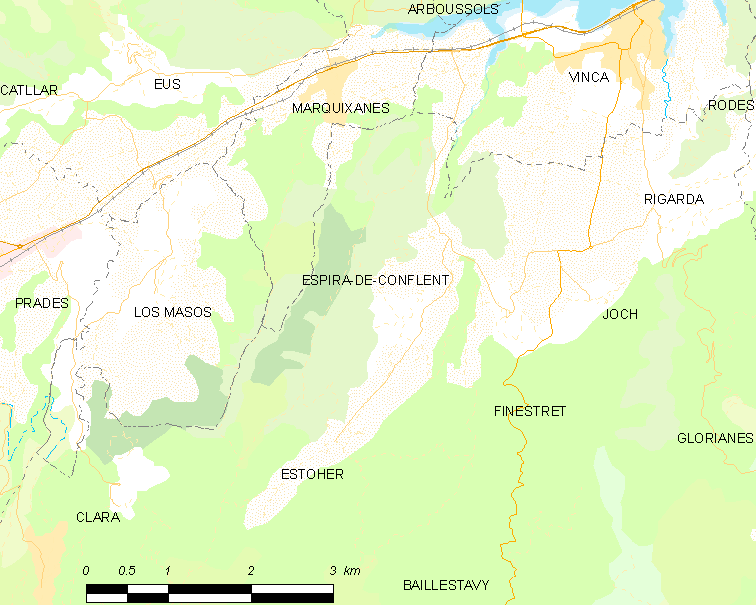
Espira-de-Conflent és környéke

## Népesség
A település népességének változása:
| Lakosok száma | 170  | 171  | 174  | 168  | 168  | 165  | 183  | 202  | 220  |
|               | 2013 | 2015 | 2016 | 2017 | 2018 | 2019 | 2020 | 2021 | 2022 |